# 島英二
島 英二（しま えいじ、1947年10月24日 - ）は、日本のミュージシャン、ベーシスト、ギタリスト。

## 来歴・人物
東京都世田谷区で生まれ、世田谷区立八幡小学校2年生の時に父親の意向で神奈川県鎌倉市の材木座や極楽寺に転居する。鎌倉市立第一小学校、鎌倉市立第一中学校、平塚学園高等学校卒業。
自身の叔父は東芝音楽工業にてエバークリーンレコード（赤盤）を開発したチームに所属し、東芝レコード工場長も務めた人物であったという。
元々は、ギタリストであったが、高校時代に、兄の島雄一と「ロック・ビート」「チェッカーズ」を結成する。
大学浪人時代には加瀬邦彦の大学の後輩で、自身の知人でもあった井原芳隆（後の三井製糖社長）が仲介する形で加瀬と面会し、ザ・ワイルドワンズのメンバーとなる。なお、島はワイルドワンズのメンバーとしては植田芳暁、鳥塚繁樹の後から加入が決まったという。島自身はワンズに入るまでベース・ギターを一度も弾いたことがなかったが、メンバー構成上、ベースがいなかったために島がベーシストとしてもデビューすることになった。
1966年 - 1971年の第1期ザ・ワイルドワンズ時代には『愛するアニタ』でのシャウトで注目を集め、シングル『赤い靴のマリア』ではメインボーカルを務めた。ファーストアルバム『ザ・ワイルドワンズ・アルバム』では、初作詞楽曲『太陽の海』を、オリジナルアルバム4作品目の『YESTERDAY, TODAY AND TOMORROW』では初作曲楽曲の『明日に続く道』を発表するなどしている。
ワイルドワンズ解散後は一時期モデル活動をしており、自動車・バイクの広告モデルやファッション雑誌『男子専科』などでその姿を見ることができる。また、ミキシングエンジニアとして既に活躍していた、兄である島雄一に薦められ、テープダビング会社｢パン・オーディオラボ｣をワイルドワンズ再結成時まで経営。この時代の音楽流通業界に大きく貢献した。
1981年に第2期ザ・ワイルドワンズ再結成以後は精力的に音楽活動を続け、1980年代には元ブルージーンズの宇都木裕らとエレキバンド「AGUSAS BAND」「SOSバンド」を組んだ。1994年に結成された「加山雄三&ハイパーランチャーズ」ではギター兼バンドリーダーを担当。エレキから離れていた加山雄三にエレキ界復帰をけしかけたのも島である。また、自身がリーダーのグループ「ココナッツクラブ」「Mixy」「ココッナツメンズクラブ」「Knot 4 Sail」「Cat & Dogs」などユニットを組み、現在も月に2回ほど「ココナッツクラブ」「Mixy」を除く3バンドで公演を定期的に行っている。そして、ザ・ワイルドワンズ自体も加瀬邦彦と渡辺茂樹が亡くなった後も灯を消すことなく島と植田・鳥塚の3人で活動を続け、加瀬邦彦が創立したケネディハウス銀座を拠点に月1～2回の定期公演を行っている。
趣味はオールドモズライトギターの収集や写真撮影、ものづくりなど多岐にわたる。特にものづくりに関しては、2005年にNHK BSにて放送された『熱中時間 忙中"趣味"あり』での番組制作を機に、人が乗れる実働蒸気船を1からつくり上げ、現在は加瀬邦彦命名「ピノキオ」、加山雄三命名「英光丸」の2隻を所有し余暇を楽しんでいる。
2020年、自身の公式YouTubeチャンネル｢島英二のKOBOちゃんねる｣を開設。上述の蒸気船に関する動画や、自身のグループのライブ映像などがアップされている。

## 参加作品

### ザ・ワイルドワンズ
ザ・ワイルドワンズ のディスコグラフィを参照。島リードボーカル楽曲は以下の通り。
- 太陽の海 ― 『ザ・ワイルドワンズ・アルバム』（1967）
- ノー・ノー・ノー ― 『ザ・ワイルドワンズ・アルバム　第3集』（1968）　※ヒューマン・ベインズのカバー
- モニー・モニー ― 『ザ・ワイルドワンズ・リサイタル'68』（1968）　※トミー・ジェイムス＆ザ・ションデルズのカバー
- 赤い靴のマリア （1969）　※9作目のシングル
- 明日に続く道 ― 『YESTERDAY, TODAY AND TOMORROW』（1969）
- 想い出の砂浜 ― 『ファイヴ／ワイルドワンズ　愛をうたう』（1969）
- 愛の詩 ― 『ザ・ワイルドワンズ・リサイタル'69』（1970）　※カンツォーネ
- ビキニスタイルのお嬢さん ― 『きかなくてもいいのかな』（1970）

### 加山雄三＆ハイパーランチャーズ
加山雄三＆ハイパーランチャーズ のディスコグラフィを参照

### The Guitar Club
- Surfin’ Music* （1994）　※coba(小林靖宏) プロデュースアルバムに、宇都木裕らと参加。

4. Sara(Surfin' Version)

### SOS(Society Of Seven)
- 永遠のギターキッズ（1997）　※加山雄三トリビュートアルバム

2. 夜空の星
- Essence of The エレキ（1998）

1. SOSのテーマ
2. 秘密諜報員
3. サーフパーティー　（リードギター：島英二）
4. さすらいのギター　（リードギター：島英二）
5. イン・ザ・ムード
6. 上を向いて歩こう
7. Sara
8. アスコット・ホテル　（作詞・作曲：島英二）
9. サーファー・ガール
10. アンチェインド・メロディ―
11. 自動車ショー歌
12. グループサウンズ・メドレー　太陽野郎 ～バラ色の雲 ～ 小さなスナック ～ 白いサンゴ礁 ～ あの時君は若かった ～ 想い出の渚
13. マンボ・ジャンボ
14. アストラル・サークル　（作曲：中シゲヲ）
15. 星条旗よ永遠なれ
16. サクラサクラ
17. 運命

- Let’s go Latin 2000（2000）

1. Brazil
2. El Cumbanchero
3. Maria Elena
4. Tequila
5. El Condor Pasa
6. Caravan
7. Besame Mucho
8. Cerezo Rosa
9. Cumana
10. 夜霧のギター　（作曲：宮澤謙）
11. さらば美しき日々　（作詞：西村協　作曲：島英二）
12. 蒼い十字路　（作曲：宇都木裕）

- エレキe仲間たち（2003）

1. ウォーク・ドント・ラン　（リードギター：北原照久）
2. ダイヤモンド・ヘッド　（リードギター：北原照久）
3. 空の終列車　（リードギター：大石吾朗）
4. 霧のカレリア　（リードギター：島英二）
5. 嘆きのジェロニモ　（リードギター：島英二）
6. ブラック・サンド・ビーチ　（リードギター：小倉久寛）
7. 秘密諜報員　（リードギター：小倉久寛）
8. クルエルシー　（リードギター：島英二）
9. イッツ・トゥー・レイト　（リードギター：井出洋介）
10. トップ・オブ・ザ・ワールド　（リードギター：井出洋介）
11. マイ・シューズ・キープ・ウォーキング・バック・トゥー・ユー
12. インビテーション・トゥー・ザ・ブルー
13. アンダー・ザ・ダブルイーグル　（リードギター：宇都木裕）
14. 木遣りくずし　（リードギター：宇都木裕）
15. 新相馬節　（リードギター：小倉一郎）
16. ユーモレスク　（リードギター：小倉一郎）
17. オレンジ・ブロッサム・スペシャル　（リードギター：宇都木裕）
18. ビルバオ・ソング　（リードギター：宇都木裕）
19. ラ・クンパルシータ　（リードギター：宇都木裕）
20. 雨の想い出　（リードギター：加瀬邦彦）

### 島英二とココナッツクラブ
- 1/a（2009）

1. ラ・クンパルシータ
2. Sweet Memories
3. Dancing Queen
4. Hotel Pacific
5. 湘南ひき潮
6. アスコット・ホテル

- 2/a（2009）

1. Monday Monday
2. Chorus Medley　Mr. Lonely ～ Put your head on my shoulder ～ True love ways ～ Love is a many splendored thing
3. All I wanna do is make love to you
4. Unchained melody
5. さらば美しき日々

- 3/a（2011）

1. My oh my
2. 九月に成れば
3. On The Wings of Nightingale
4. 二つのギター
5. 初恋メモリー　（作詞・作曲：島英二）

### 島英二とココナッツクラブグループ
- ふるさと再び（2012）　※復興支援アルバム

1. 夢で逢いましょう
2. ハーバーライト
3. 浜辺の唄 ～ 花
4. スリーピーラグーン
5. ミスター・サンドマン
6. ラスト・デート
7. 心のこだま
8. スターダスト

### 島英二とココナッツメンズクラブ
- MY DREAM MY LIFE　ポラリスを探して（2017）　※兄・島雄一がミキシングエンジニアを担当

1. 初恋メモリー　（作詞：片桐和子　作曲：島英二）　※前述の初恋メモリーとは詞が異なる
2. アスコット・ホテル
3. さらば美しき日々
4. 二人の誓い　（作詞：片桐和子　作曲：島英二）
5. ポラリス　（作詞・作曲：島英二）
6. 雨の想い出　（作詞：片桐和子　作曲：加瀬邦彦）　※加瀬邦彦の次男、加瀬友貴が12弦ギターで参加
7. Only You
8. ピンと針
9. グリーンフィールズ
10. 若大将インストメドレー　君が好きだから ～ ブーメラン・ベイビー ～ 夜空を仰いで ～ 蒼い星くず ～ 夜空の星 ～ 君といつまでも
11. 白夜　（作曲：加瀬邦彦）
12. 想い出の渚　（作曲：加瀬邦彦）　※加瀬邦彦の次男、加瀬友貴が12弦ギターで参加、インストVer.

### その他参加作品
- エド山口 『エド山口の想い出の九十九里浜』（1991）　ジャケットのギター提供
- Mi-Ke『ブルーライトヨコスカ』（1991）　ジャケットのギター提供
- ナムコ 『AQUAJET』（1997）　10曲目の『noonday beach[rare mix]』に、植田芳暁（ドラム）と参加。
- TUBE 『Blue Reef』（1999）　4曲目の『ノッてけテケテケ'99』に“テケテケ・サーフィンギター”として参加。
- TUBE 『TUBEstⅢ』（2000）　12曲目の『SUMMER CITY』に“テケテケ・サーフィンギター”として参加。
- 加山雄三『若大将・湘南FOREVER』（2012）　Disc1-4の『湘南サウンドメドレー』、Disc2-2の『若大将メドレー』に“テケテケギター”として参加。